# Flugunfall der Hawker Siddeley Trident G-ARPY
Am 3. Juni 1966 stürzte eine Hawker Siddeley Trident während eines vom Hersteller Hawker Siddeley durchgeführten Testfluges nahe Felthorpe ab, wobei alle vier Insassen ums Leben kamen.

## Flugzeug
Das involvierte Flugzeug war eine Hawker Siddeley HS-121 Trident 1C mit dem Luftfahrzeugkennzeichen G-ARPY, welche mit drei Triebwerken des Typs Rolls-Royce Spey 505-5 ausgestattet war. Das Flugzeug startete mit dem Testflug auch zum Erstflug.

## Besatzung
Die Besatzung bestand aus dem Flugkapitän Peter Barlow, welcher 2.195 Strömungsabrisstests absolviert hatte, dem Ersten Offizier George B.S. Errington, dem Flugingenieur E. Brackstone Brown und dem Navigator C. W. Patterson.

## Verlauf
Das Flugzeug hob um 16:52 Uhr vom Flughafen Hatfield zu einem Testflug ab. Um 18:30 Uhr, nachdem der Großteil der Tests erledigt war, wurde eine Testreihe zum Strömungsabriss begonnen. Die ersten drei Tests wurden zum Überprüfen der Strömungsabrisswarnungs- und -schutzsysteme (Stick Shaker und Stick Pusher) durchgeführt, wobei jeweils der Stick Pusher den Strömungsabriss beendet hatte. Die Notizen des Flugingenieurs zeigten, dass, während das Flugzeug mit Landekonfiguration flog, sich der Stick Shaker ab einer Geschwindigkeit von 102 Knoten (189 km/h) und der Stick Pusher bei einer Geschwindigkeit von 93 Knoten (172 km/h) aktivierte. Der vierte Test wurde, ebenfalls mit Landekonfiguration, auf 11.600 Fuß (3.535 Meter) Höhe durchgeführt, aber dieses Mal, übereinstimmend mit dem Testplan, mit deaktivierten Stick Shaker und Stick Pusher. Die Geschwindigkeit fiel rapide, die Flugzeugnase senkte sich zunächst, dann jedoch zog sie nach oben und das Flugzeug erreichte eine Vertikalneigung zwischen 30° und 40°, es kam zum Deep Stall und das Flugzeug geriet, obwohl die Piloten maximalen Triebwerksschub gaben, ins Flachtrudeln nach rechts, wobei es sich alle 6–8 Sekunden um sich selbst drehte. Währenddessen nahm der Kapitän Funkkontakt auf und teilte mit, dass sie sich im Deep Stall befänden. Das Flugzeug schlug schließlich 90 Sekunden später um 18:35 Uhr 1,6 Kilometer südsüdwestlich von Felthorpe auf. Alle vier Insassen starben.

## Ursache
Es konnte anhand des Wracks ermittelt werden, dass während des Aufschlags das Fahrwerk und die Landeklappen eingefahren waren.
Die Hauptursache war das Versäumnis der Piloten, die Flugzeugnase manuell schnell genug zu senken, um einen Deep Stall zu verhindern, welcher, wenn er erstmal eingetreten ist, ohne Hilfsmittel, wie z. B. einem speziellen Anti-Spin-Fallschirm, praktisch unausleitbar ist. Das Flugzeug war jedoch nicht mit einem solchen Fallschirm ausgerüstet.

## Ähnliche Fälle
- Auf dem British-Aircraft-Corporation-Flug 53 stürzte eine BAC 1-11 unter ähnlichen Umständen ab.
- Auf dem Bombardier-Aerospace-Flug 388 stürzte ein Bombardier CRJ-100 unter ähnlichen Umständen ab.